# توم هيرمان
توم هيرمان (بالإنجليزية: Tom Herman)‏ هو لاعب كرة قدم أمريكية أمريكي، ولد في 2 يونيو 1975 في سينسيناتي في الولايات المتحدة.